# Waterford (Nueva York)
Waterford es un pueblo ubicado en el condado de Saratoga en el estado estadounidense de Nueva York. En el año 2000 tenía una población de 8,515 habitantes y una densidad poblacional de 501.9 personas por km².

## Geografía
Waterford se encuentra ubicado en las coordenadas 42°47′33.35″N 73°40′52.1″O / 42.7925972, -73.681139.

## Demografía
Según la Oficina del Censo en 2000 los ingresos medios por hogar en la localidad eran de $46,362, y los ingresos medios por familia eran $56,345. Los hombres tenían unos ingresos medios de $39,913 frente a los $27,879 para las mujeres. La renta per cápita para la localidad era de $22,538. Alrededor del 5.7% de la población estaban por debajo del umbral de pobreza.